# Dona asseguda (Picasso)
Dona asseguda és la primera escultura feta per Pablo Picasso i dipositada al Museu Picasso de Barcelona.

## Context històric i artístic
Des del mes de gener i fins al 19 d'octubre del 1902, dia que marxa de nou cap a París, Picasso resideix a Barcelona. Freqüenta els mateixos ambients avantguardistes de temps enrere. Des del punt de vista artístic, aleshores està plenament immergit dins el seu primer estil, propi i personal, conegut com l'època blava.
Uns mesos després d'arribar a la Ciutat Comtal, fa la seua primera escultura, l'única que hi ha al Museu Picasso de Barcelona: Dona asseguda. És una peça individual, com la majoria d'escultures que elabora en el futur, i de format modest. És un treball ocasional que executa en el taller del seu bon ammic l'escultor Emili Fontbona, situat a la casa d'estiueig que la seua família té al barri de Sant Gervasi.

## Descripció
Aquest bronze de 14 x 11 x 8 cm, fet a Barcelona l'any 1902, té un innegable caràcter religiós i simbòlic. Iconogràficament, aquesta figura femenina és ben representada en les pintures i dibuixos de l'època: una dona vestida amb robes llargues, abatuda i abandonada al seu propi pes. D'aquesta manera, Picasso transfereix un tema de la seua pintura al mitjà plàstic tridimensional. No li és difícil trobar-hi una solució i l'asseu en un bloc, que modela simplificant molt els trets facials, com en algunes obres pictòriques del 1902, i, també, els braços i les mans, que només insinua.
Alexandre Cirici i Pellicer troba certes coincidències entre aquestes figures picassianes i les figures que hi ha en els murals de l'art romànic català. Sembla que en una ocasió, contemplant els frescos de Santa Maria de Taüll, Picasso va dir: "Mira, això ho he fet jo."